# Agapetus kirgisorum
Agapetus kirgisorum är en nattsländeart som beskrevs av Martynov 1927. Agapetus kirgisorum ingår i släktet Agapetus och familjen stenhusnattsländor. Inga underarter finns listade i Catalogue of Life.